# أناستاسيوس دوفيكاس
أناستاسيوس دوفيكاس (مواليد 2 أغسطس 1999) هو لاعب كرة قدم يوناني يلعب كمهاجم في نادي فولوس.

## روابط خارجية
- أناستاسيوس دوفيكاس على موقع الاتحاد الأوربي (الإنجليزية)
- أناستاسيوس دوفيكاس على موقع إي إس بي إن إف سي (الإنجليزية)
- أناستاسيوس دوفيكاس على موقع قاعدة بيانات كرة القدم.إي يو (الإنجليزية)
- أناستاسيوس دوفيكاس على موقع ناشيونال فوتبول تيمز (الإنجليزية)
- أناستاسيوس دوفيكاس على موقع Soccerbase.com (لاعب) (الإنجليزية)
- أناستاسيوس دوفيكاس على موقع Soccerway.com (الإنجليزية)
- أناستاسيوس دوفيكاس على موقع عالم كرة القدم.نت (الإنجليزية)